# Federica de Cesco
Federica de Cesco (née le 23 mars 1938) est une autrice italienne de littérature d'enfance et de jeunesse.

## Biographie
Federica De Cesco a un père italien et une mère allemande. Au cours de son enfance, elle a vécu dans plusieurs pays d'Europe et hors d'Europe, notamment l'Italie, la France, l'Allemagne du Nord, la Belgique et l'Éthiopie. Elle témoigne que les livres pour filles qu'on lui faisait lire la déçoivent, c'est pourquoi elle commence à écrire elle-même très jeune. Pour ses débuts, elle écrit l'histoire indienne « De Rode Zijdesjaal » en 1956. Elle avait alors dix-huit ans. De Cesco a étudié l'histoire de l'art et la psychologie à l'Université de Liège.
En 1962, elle s'installe en Suisse, à Lucerne. Depuis 1971, elle est mariée au photographe japonais Kazuyuki Kitamura, avec qui elle voyage souvent. Ensemble, ils ont écrit plusieurs livres de voyage. Ils ont deux enfants.
Depuis 2013, elle s'engage dans l'éducation des enfants Lakotas en tant que membre du conseil consultatif de la Fondation Lakota.

## Publications
Les premiers livres de De Cesco étaient des récits d'aventures romantiques qui se déroulent dans des pays lointains, et se terminent toujours bien. Plus tard, ses histoires sont devenues moins aventureuses. Une plus grande attention a été accordée au caractère des personnages principaux, généralement des jeunes femmes d'une culture non occidentale .
Elle écrit également des romans pour adultes depuis 1994. Ses romans ont été critiqués pour leur représentation clichées et exotique d'autres cultures, et leur « nostalgie coloniale ».
- 1971 - The Prince of Mexico (Le Prince du Mexique, Léopold, non-traduit en français).
- 1993 - Samira, koningin van de Toearegs (Samira, reine des Touaregs)[3]
- Khan, cheval des steppes (Flammarion, 2000)

## Récompenses
- 1972 : Zilveren Griffel  pour The Prince of Mexico[4] ;
- 1978 : Zilveren Griffel pour Les Toits d'or de Lhassa[5].